# Episodi di Cold Squad - Squadra casi archiviati (sesta stagione)
La sesta stagione della serie televisiva Cold Squad - Squadra casi archiviati è stata trasmessa in anteprima in Canada dalla CTV tra il 21 settembre 2002 e il 15 febbraio 2003.
| nº | Titolo originale        | Titolo italiano | Prima TV Canada   | Prima TV Italia |
| -- | ----------------------- | --------------- | ----------------- | --------------- |
| 1  | Career Opportunists     |                 | 21 settembre 2002 |                 |
| 2  | Horton Killed a Wu      |                 | 28 settembre 2002 |                 |
| 3  | Happily Ever After      |                 | 5 ottobre 2002    |                 |
| 4  | Live Fast Die Young     |                 | 12 ottobre 2002   |                 |
| 5  | Unfaithful              |                 | 19 ottobre 2002   |                 |
| 6  | Flamers                 |                 | 26 ottobre 2002   |                 |
| 7  | Back in the Day         |                 | 16 novembre 2002  |                 |
| 8  | Survivor                |                 | 23 novembre 2002  |                 |
| 9  | Kill Me Twice           |                 | 30 novembre 2002  |                 |
| 10 | Bob & Carol & Len & Ali |                 | 18 gennaio 2003   |                 |
| 11 | Killing Time            |                 | 25 gennaio 2003   |                 |
| 12 | True Believers (Part 1) |                 | 8 febbraio 2003   |                 |
| 13 | True Believers (Part 2) |                 | 15 febbraio 2003  |                 |